# Hauron Peak
Hauron Peak är en bergstopp i Antarktis. Den ligger i Västantarktis. Argentina, Chile och Storbritannien gör anspråk på området. Toppen på Hauron Peak är 1 350 meter över havet, eller 365 meter över den omgivande terrängen. Bredden vid basen är 2,1 km.
Terrängen runt Hauron Peak är kuperad åt nordväst, men åt sydost är den bergig.  Trakten är glest befolkad. Närmaste befolkade plats är Gonzalez Videla Station, 15,0 kilometer norr om Hauron Peak. 